# Palmela
Pour le vin, voir Palmela (DOC).

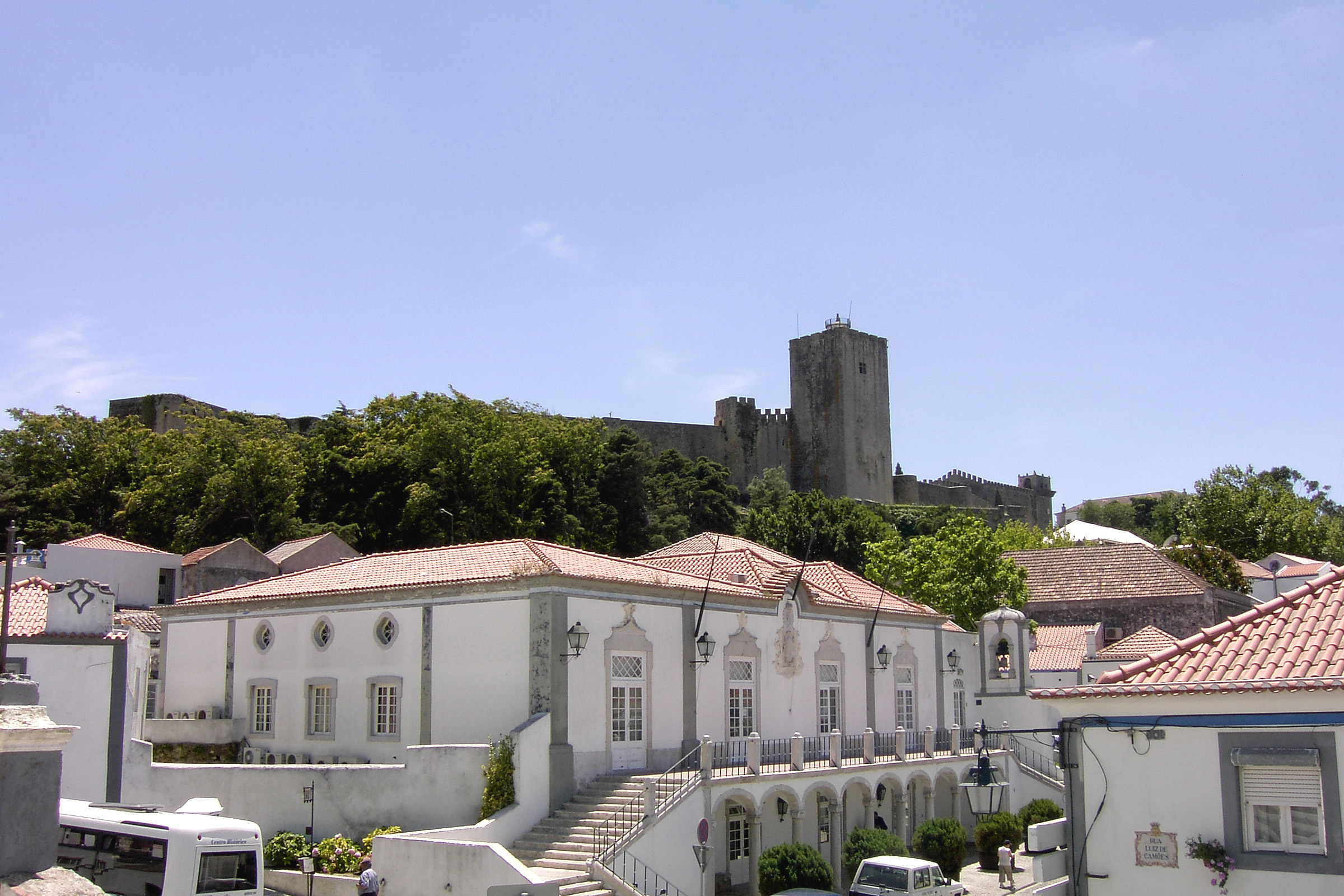

Palmela est une municipalité (en portugais : concelho ou município) du Portugal, située dans le district de Setúbal et la région de Lisbonne. Elle s'étage sur le versant nord de la Serra de Arrábida au pied d'une butte coiffée par un important château qui devint en 1423 le siège de l'ordre de Saint-Jacques.

## Géographie
Palmela est limitrophe :
- au nord, de Benavente,
- au nord-est, de la fraction orientale de Montijo,
- à l'est, de Vendas Novas,
- au sud-est, d'Alcácer do Sal,
- au sud, de Setúbal,
- à l'ouest, de Barreiro,
- au nord-ouest, de Moita, de la fraction occidentale de Montijo et d'Alcochete.

## Démographie
| 1801  | 1849  | 1900 | 1930   | 1960   | 1981   | 1991   | 2001   | 2004   |
| ----- | ----- | ---- | ------ | ------ | ------ | ------ | ------ | ------ |
| 4 030 | 4 442 | (*)  | 18 692 | 23 155 | 36 933 | 43 857 | 53 353 | 58 222 |

(*) La municipalité de Palmela a été rattachée, de 1855 à 1926, à la municipalité de Setúbal.

## Subdivisions
La municipalité de Palmela groupe 5 paroisses (en portugais : freguesias) :
- Marateca
- Palmela
- Pinhal Novo
- Poceirão
- Quinta do Anjo

## Économie
La ville compte une usine automobile détenue par l'allemand Volkswagen AG et l'américain Ford, qui y monte des monospaces pour les marques Volkswagen, Seat et Ford.

## Lieux d'intérêt
- Les grottes de Quinta do Anjo
- Le château de Palmela